# Cloé Crédeville
Cloé Crédeville, né le 12 avril 1990 à Paris, est une nageuse française. 

## Carrière
Cloé Crédeville est sacrée championne de France du 50 mètres dos, du 100 mètres dos et du 200 mètres dos lors des Championnats de France de natation 2013 à Rennes.
Elle remporte la médaille d'or du 100 mètres dos et du 200 mètres dos aux Championnats de France de natation en petit bassin 2013 à Dijon.
Aux Championnats de France de natation 2014 à Chartres, elle remporte le 100 mètres dos et le 200 mètres dos.